# Yitzhak Zuckerman
Pour les articles homonymes, voir Cukierman et Zuckerman.
Yitzhak Zuckerman (en polonais : Icchak Cukierman, né en 1915 à Vilnius et mort en 1981 au kibboutz Lohamei HaGeta'ot, en Israël), également connu sous son nom de guerre Antek, était un Juif résistant dans le ghetto de Varsovie durant la Seconde Guerre mondiale. Il a été un des chefs de l'insurrection du ghetto de Varsovie. Il était marié à Zivia Lubetkin.
En 1961, il a témoigné au procès d'Adolf Eichmann. Il a participé, en tant que témoin, au film Shoah, de Claude Lanzmann.
Il est interprété par David Schwimmer dans le film 1943 l'ultime révolte (Uprising) de Jon Avnet (2001).

## Publication
- A Surplus of Memory: Chronicle of the Warsaw Ghetto Uprising, translated and edited by Barbara Harshav, Berkeley, University of California Press, 1993  (ISBN 0-520-07841-1)